# Xinhu (socken i Kina, lat 37,45, long 116,31)
Xinhu (kinesiska: 新湖街道, 新湖) är en socken i Kina. Den ligger i provinsen Shandong, i den östra delen av landet, omkring 110 kilometer nordväst om provinshuvudstaden Jinan. Antalet invånare är 111 659. Befolkningen består av 53 877 kvinnor och 57 782 män. Barn under 15 år utgör 12,0 %, vuxna 15-64 år 78 %, och äldre över 65 år 8,0 %.
Genomsnittlig årsnederbörd är 753 millimeter. Den regnigaste månaden är juli, med i genomsnitt 304 mm nederbörd, och den torraste är januari, med 5 mm nederbörd.